# Mary Judith Ress
Mary Judith Ress nasceu em 1942 nos Estados Unidos. Foi missionária leiga da Congregação Maryknoll. Vive no Chile desde 1991, onde ajudou a fundar a Revista Conspirando, uma publicação periódica que desde sua fundação pretende ser uma "Revista Latinoamericana de ecofeminismo, espiritualidade e teologia". Tem mestrado em Política Econômica, obtido da Graduate School of Social Studies New York; e em Língua Espanhola e Literatura obtido na Universidad Internacional em Saltillo (México). É licenciada em teologia pela Universidad Bíblica Latinoamericana, em San José (Costa Rica) e obteve doutorado em teologia ecofeminista na San Francisco Theological Seminary (Califórnia - EUA) (CA).
No início da década de 1970, passou a viver em El Salvador, nessa época era uma apoiadora da Teologia da Libertação. Depois mudou-se para o Peru e casou-se com o padre David Molineaux, com quem teve dois filhos, sendo que a partir dessa época os dois passaram a ser missionário leigos. Em 1977 estava residindo no Chile.
No Chile conheceu Ita Ford, freira da Congregação Maryknoll que seria assassina em El Salvador em 1980, posteriormente Ress publicaria "Flores de Sangre", um livro dedicado à Ford.
Posteriormente abandonou a Igreja Católica e passou a adotar uma espiritualidade esotérica e ecofeminista.
Dentre suas obras, merecem destaque:
- "Las tres fases de la teología feminista en América Latina";
- "The ecofeminist paradigm"; Santiago de Chile, 1993;
- "Entrevista a Ivone Gebara, Ecofeminismo holístico": Conspirando 4 (junho 1993), pp. 44-48;
- "Sabiduría que sostiene, renombrando el Misterio Último desde una perspectiva ecofeminista": Conspirando 38 (2001), pp. 37-47;
- "Ecofeminism in Latin America", Orbis Books, Maryknoll, Nova Iorque, 2006;
- "Hetera, el arquetipo de nuestra energía erótica": Revista Venezolana de Estudios de las Mujeres, Universidad Central de Venezuela, vol. 12, n 29, (jul-dez 2007), pp. 17-31; Ress
- Del cielo a la Tierra, Una antología de Teología Feminista, Sello Azul-Editorial de las Mujeres, Santiago de Chile, 1994;
- "Diosas y arquetipos, en memoria de Madonna Kolbenschlag", Santiago de Chile, 2001;
- "Lluvia para florecer; Entrevistas sobre el ecofeminismo en América Latina"; Santiago de Chile, 2002;
- "Vírgenes y diosas en América Latina; La resig-niﬁcación de lo sagrado". Montevídeo, Red Latinoamericana CDD, 2004[2] [3].